# Joseph Frank
Om arkitekten och formgivaren Josef Frank (1885–1967), se Josef Frank.

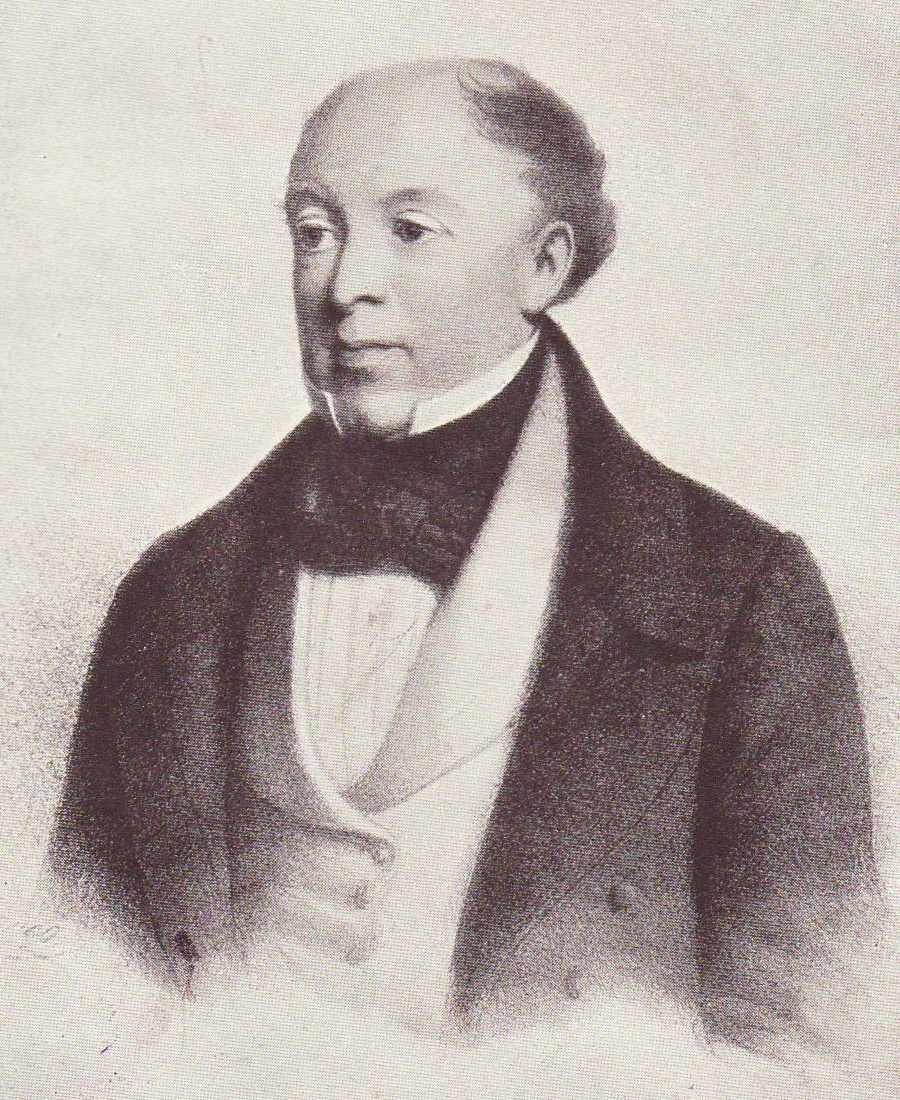
Joseph Frank

Joseph Frank, född den 23 december 1771 i Rastatt, död den 18 december 1842 i sin villa vid Comosjön, var en tysk läkare. Han var son till Johann Peter Frank.
Frank blev 1796 läkare vid Allgemeines Krankenhaus i Wien och var 1804–1824 professor vid universitetet i Vilnius. Han var först anhängare av den skotske läkaren John Browns lära och skrev till dess försvar Erläuterung der brownischen Arzneilehre oder der Erregungstheorie (tredje upplagan 1808) samt Grundriss der Pathologie nach den Gesetzen der Erregungstheorie (1803).